# NGC 7757
NGC 7757 (również PGC 72491, UGC 12788 lub Arp 68) – galaktyka spiralna (Sc), znajdująca się w gwiazdozbiorze Ryb. Odkrył ją John Herschel 24 września 1830 roku.